# Форштадт (село)
Форшта́дт — село в Верхнеуральском районе Челябинской области России. Административный центр Форштадтского сельского поселения.

## География
Через село протекает река Урляда, которая здесь впадает в реку Урал. Ближайший населённый пункт: районный центр город Верхнеуральск.

## Население
| 2002 | 2010  |
| ---- | ----- |
| 1424 | ↘1205 |

По данным Всероссийской переписи, в 2010 году численность населения села составляла 1205 человек (537 мужчин и 668 женщин).

## Улицы
Уличная сеть села состоит из 24 улиц и 1 переулка.

## Люди, связанные с селом
- Иван Савельевич Булаенко (1912 — 2000) — Герой Советского Союза, подполковник, участник Великой Отечественной войны.
- Дарина Канатовна Ишмухаметова (род. 2005) — футболистка ЖФК «Зенит».